# Ane-gawa
La rivière Ane (姉川, Ane-gawa), est un cours d'eau coulant dans la préfecture de Shiga au Japon. Elle alimente le lac Biwa.

## Histoire
En 1570, la rivière Ane fut le théâtre de la bataille d'Anegawa qui marqua la chute des clans Asai et Asakura en faveur de celui du daimyō Nobunaga Oda, soutenu par Ieyasu Tokugawa.